# Мачали
Мачали (исп. Machalí) — город в Чили. Административный центр одноимённой коммуны. Население — 23920 человек (2002).   Город и коммуна входит в состав провинции Качапоаль и области Либертадор-Хенераль-Бернардо-О’Хиггинс.
Территория — 2 597 км². Численность населения — 52 505 жителя (2017). Плотность населения — 20,2 чел./км².

## Расположение
Город расположен в 6 км на юго-запад от административного центра области города Ранкагуа.
Коммуна граничит:
- на северо-востоке — c коммуной Сан-Хосе-де-Майпо
- на юго-востоке — c провинцией Мендоса (Аргентина)
- на юге — c коммуной Сан-Фернандо
- на юго-западе — c коммунами Рекиноа, Ренго
- на западе — c коммуной Ранкагуа
- на северо-западе — c коммуной Кодегуа

## Демография
Согласно сведениям, собранным в ходе переписи 2017 г  Национальным институтом статистики (INE),  население коммуны составляет:
| Полное население                          | Полное население                          | Полное население                          | Полное население                          | Полное население                          | 52 505 |
| ----------------------------------------- | ----------------------------------------- | ----------------------------------------- | ----------------------------------------- | ----------------------------------------- | ------ |
| в том числе:                              | Городское население                       | 51 504                                    | Процент городского населения, %           | 98,09                                     |        |
|                                           | Сельское население                        | 1 001                                     | Процент сельского населения, %            | 1,91                                      |        |
|                                           | Мужское население                         | 25 585                                    | Процент мужского населения, %             | 48,73                                     |        |
|                                           | Женское население                         | 26 920                                    | Процент женского населения, %             | 51,27                                     |        |
| Плотность населения, чел/км²              | Плотность населения, чел/км²              | Плотность населения, чел/км²              | Плотность населения, чел/км²              | Плотность населения, чел/км²              | 20,2   |
| Население коммуны в % к населению области | Население коммуны в % к населению области | Население коммуны в % к населению области | Население коммуны в % к населению области | Население коммуны в % к населению области | 5,74   |

| Динамика изменения населения коммуны | Динамика изменения населения коммуны | Динамика изменения населения коммуны | Динамика изменения населения коммуны |
| ------------------------------------ | ------------------------------------ | ------------------------------------ | ------------------------------------ |
| 1992                                 | 2002                                 | 2012                                 | 2017                                 |
| 24152                                | 28628▲                               | 44566▲                               | 52505▲                               |

## Важнейшие населенные пункты[4]
| № | Населённый пункт        | Населённый пункт (исп.)  | Категория | Население чел. (2002) | На карте                        |
| - | ----------------------- | ------------------------ | --------- | --------------------- | ------------------------------- |
| 1 | Мачали                  | Machalí                  | город     | 23920                 | 34°10′52″ ю. ш. 70°39′07″ з. д. |
| 2 | Коя                     | Coya                     | город     | 2932                  | 34°12′15″ ю. ш. 70°31′45″ з. д. |
| 3 | Сан-Хоакин-де-Лос-Майос | San Joaquín de Los Mayos | поселок   | 263                   | 34°11′44″ ю. ш. 70°42′20″ з. д. |
| 4 | Санта-Эмилия            | Santa Emilia             | поселок   | 157                   | 34°11′16″ ю. ш. 70°42′28″ з. д. |